# Zamia disodon
Zamia disodon är en kärlväxtart som beskrevs av Dennis William Stevenson och Sabato. Zamia disodon ingår i släktet Zamia och familjen Zamiaceae. IUCN kategoriserar arten globalt som akut hotad. Inga underarter finns listade i Catalogue of Life.